# Nappy Roots
Nappy Roots é um quarteto de hip hop do Sul americano que se originou em Bowling Green, Kentucky em 1995, e é conhecido pelos sucessos "Po' Folks", "Awnaw", "Roun' the Globe" e "Good Day". Eles foram o grupo de hip hop que mais vendeu discos em 2002. O grupo consiste de Fish Scales, nativo da Geórgia, e Skinny DeVille, B. Stille e Ron Clutch, todos do Kentucky.
Em 2006, R. Prophet, de Oakland, deixou o grupo, e em 2012, Big V, do Kentucky, também saiu. Os dois estão em carreira solo.

## Discography
| Informação sobre o álbum |
| --- |
| Watermelon, Chicken & Gritz - Certificado da RIAA: Platina - Lançamento: 26 de Fevereiro de 2002 - Melhor posição na Billboard 200: #24 - Melhor posição na Top R&B/Hip-Hop Albums: #3 - Singles: "Awnaw", "Po' Folks", "Headz Up"                                                       |
| Wooden Leather - Certificado da RIAA: Ouro - Lançamento: 26 de Agosto de 2003 - Melhor posição na Billboard 200: #12 - Melhor posição na Top R&B/Hip-Hop Albums: #9 - Singles: "Roun' the Globe", "Sick and Tired"                                                                       |
| The Humdinger - Lançamento: 5 de Agosto de 2008 - Melhor posição na Billboard 200: #73 - Melhor posição na Top R&B/Hip-Hop Albums: #13 - Melhor posição na Top Rap Albums: #7 - Melhor posição na Top Independent Albums: #11 - Singles: "Good Day", "Down & Out"                        |
| The Pursuit of Nappyness - Lançamento: 15 de Junho de 2010 - Melhor posição na Billboard 200: - - Melhor posição na Top R&B/Hip-Hop Albums: 40 - Melhor posição na Top Rap Albums: 21 - Melhor posição na Top Independent Albums: 48 - Singles: "Ride", "Be Alright", "Back Home"        |
| Nappy Dot Org (with Organized Noize) - Lançamento: 11 de Outubro de 2011 - Melhor posição na Billboard 200: - - Melhor posição na Top R&B/Hip-Hop Albums: - - Melhor posição na Top Rap Albums: - - Melhor posição na Top Independent Albums: - - Singles: "Congratulations", "Hey Love" |